# Chuột sóc sa mạc
Selevinia betpakdalaensis là một loài động vật có vú trong họ Gliridae, bộ Gặm nhấm. Loài này được Belosludov & Bazhanov mô tả năm 1939.

## Hình ảnh

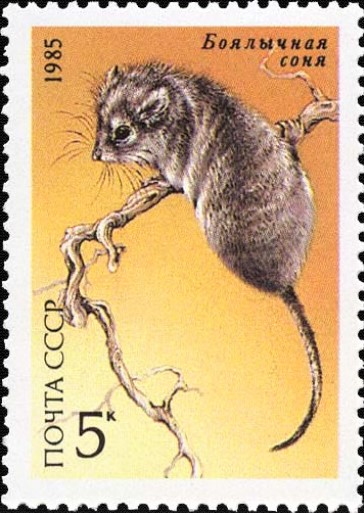
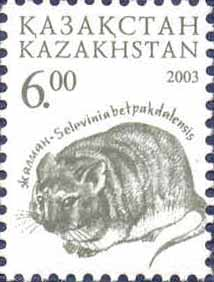
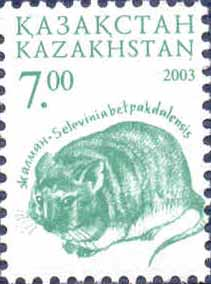
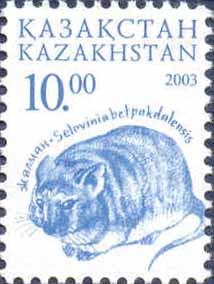